# Эффект Дикке
Эффект Дикке (англ. Effect Dicke), также известен как Сужение Дикке (иногда называют столкновительным сужением) в спектроскопии, назван по имени Роберта Х. Дикке, описывает сужение спектральных линий доплеровского спектра.

## Объяснение эффекта
Эффект наблюдается, когда длина свободного пробега атома (молекулы) меньше длины волны атомного перехода. При столкновении атомов между собой, их величина и направление скорости много раз меняется за время излучения (или поглощения) фотона. Это приводит к усреднению доплеровского сдвига, в результате чего происходит сужение доплеровского спектра.